# Киньонес, Лестер
Джастин Эдвардс (англ. Lester Quiñones; род. 16 ноября 2000, Брентвуд, Нью-Йорк) — доминиканский и американский профессиональный баскетболист, выступает за клуб НБА «Нью-Орлеан Пеликанс». Играет на позиции атакующего защитника.

## Профессиональная карьера

### Голден Стэйт / Санта-Круз Уорриорз (2022–2024)
После того, как Киньонес не был выбран на драфте НБА 2022 года, 5 июля 2022 года он подписал двусторонний контракт с «Голден Стэйт Уорриорз». Киньонес дебютировал за «Уорриорз» в Летней лиги НБА 2022 года, набрав семь очков, пять подборов и два перехвата в проигранном со счётом 68–86 матче против «Сакраменто Кингз». 13 октября «Уорриорз» отчислили его.
15 октября 2022 года Киньонес подписал контракт с «Санта-Круз Уорриорз» из Джи-Лиги НБА. 25 февраля 2023 года Киньонес набрал 42 очка и сделал 8 подборов в проигранной со счётом 112–119 игре против команды «Солт-Лейк-Сити Старз».
2 марта 2023 года Киньонес подписал десятидневный контракт с «Голден Стэйт», но не получил игрового времени. Десять дней спустя он вернулся в «Санта-Круз».
17 марта 2023 года Киньонес подписал двусторонний контракт с «Голден Стэйт». Он дебютировал в НБА 31 марта против «Сан-Антонио Спёрс», сыграв одну минуту и сделал один подбор. 4 апреля он был назван самым прогрессирующим игроком Джи-Лиги НБА.
24 июля 2023 года Киньонес подписал еще один двусторонний контракт с «Уорриорз», а 22 февраля 2024 года он подписал стандартный контракт с «Голден Стэйт». 3 марта он был лучшим в составе «Уорриорз» по очкам и минутам в разгромном поражении от «Бостон Селтикс».

### Филадельфия Севенти Сиксерс / Делавэр Блю Коатс (2024)
26 сентября 2024 года Киньонес подписал двусторонний контракт с клубом «Филадельфия Севенти Сиксерс». Однако 3 декабря он был отчислен.

### Бирмингем Сквадрон / Нью-Орлеан Пеликанс (2024–настоящее время)
6 декабря 2024 года Киньонес присоединился к клубу Джи-Лиги «Бирмингем Сквадрон». Его сильные выступления в Джи-Лиге привели к тому, что он был вызван в команду «Нью-Орлеан Пеликанс». Он дебютировал в составе «Пеликанс» 24 марта 2025 года и помог своей команде одержать победу над «Филадельфией Севенти Сиксерс» со счётом 112:99.

## Карьера в сборной
Киньонес выступает за национальную сборную Доминиканской Республики. Он принимал участие в чемпионате мира 2023 года, где занял 14-е место со своей сборной.

## Статистика

### Статистика в НБА
| Сезон                                                                                    | Команда      | Регулярный сезон | Регулярный сезон | Регулярный сезон | Регулярный сезон | Регулярный сезон | Регулярный сезон | Регулярный сезон | Регулярный сезон | Регулярный сезон | Регулярный сезон | Регулярный сезон | Серия плей-офф | Серия плей-офф | Серия плей-офф | Серия плей-офф | Серия плей-офф | Серия плей-офф | Серия плей-офф | Серия плей-офф | Серия плей-офф | Серия плей-офф | Серия плей-офф |
| Сезон                                                                                    | Команда      | GP               | GS               | MPG              | FG%              | 3P%              | FT%              | RPG              | APG              | SPG              | BPG              | PPG              | GP             | GS             | MPG            | FG%            | 3P%            | FT%            | RPG            | APG            | SPG            | BPG            | PPG            |
| ---------------------------------------------------------------------------------------- | ------------ | ---------------- | ---------------- | ---------------- | ---------------- | ---------------- | ---------------- | ---------------- | ---------------- | ---------------- | ---------------- | ---------------- | -------------- | -------------- | -------------- | -------------- | -------------- | -------------- | -------------- | -------------- | -------------- | -------------- | -------------- |
| 2022/23                                                                                  | Голден Стэйт | 4                | 0                | 4,5              | 40,0             | 50,0             | 66,7             | 0,8              | 0,5              | 0,3              | 0,0              | 2,5              | Не участвовал  | Не участвовал  | Не участвовал  | Не участвовал  | Не участвовал  | Не участвовал  | Не участвовал  | Не участвовал  | Не участвовал  | Не участвовал  | Не участвовал  |
| 2023/24                                                                                  | Голден Стэйт | 37               | 0                | 10,6             | 39,7             | 36,4             | 69,0             | 1,9              | 1,0              | 0,2              | 0,1              | 4,4              | Не участвовал  | Не участвовал  | Не участвовал  | Не участвовал  | Не участвовал  | Не участвовал  | Не участвовал  | Не участвовал  | Не участвовал  | Не участвовал  | Не участвовал  |
| 2024/25                                                                                  | Филадельфия  | 4                | 0                | 4,3              | 50,0             | 0,0              | 100,0            | 1,0              | 0,3              | 0,0              | 0,0              | 2,3              | Не участвовал  | Не участвовал  | Не участвовал  | Не участвовал  | Не участвовал  | Не участвовал  | Не участвовал  | Не участвовал  | Не участвовал  | Не участвовал  | Не участвовал  |
| 2024/25                                                                                  | Нью-Орлеан   | 9                | 0                | 18,4             | 38,6             | 31,7             | 83,3             | 1,7              | 2,6              | 0,3              | 0,2              | 8,6              | Не участвовал  | Не участвовал  | Не участвовал  | Не участвовал  | Не участвовал  | Не участвовал  | Не участвовал  | Не участвовал  | Не участвовал  | Не участвовал  | Не участвовал  |
|                                                                                          | Всего        | 54               | 0                | 11,0             | 39,7             | 34,6             | 72,9             | 1,7              | 1,1              | 0,2              | 0,1              | 4,8              | Не участвовал  | Не участвовал  | Не участвовал  | Не участвовал  | Не участвовал  | Не участвовал  | Не участвовал  | Не участвовал  | Не участвовал  | Не участвовал  | Не участвовал  |
| Наведите курсор мыши на аббревиатуры в заголовке таблицы, чтобы прочесть их расшифровку. |              |                  |                  |                  |                  |                  |                  |                  |                  |                  |                  |                  |                |                |                |                |                |                |                |                |                |                |                |

### Статистика в Джи-Лиге
| Сезон                                                                                    | Команда             | Регулярный сезон | Регулярный сезон | Регулярный сезон | Регулярный сезон | Регулярный сезон | Регулярный сезон | Регулярный сезон | Регулярный сезон | Регулярный сезон | Регулярный сезон | Регулярный сезон | Серия плей-офф | Серия плей-офф | Серия плей-офф | Серия плей-офф | Серия плей-офф | Серия плей-офф | Серия плей-офф | Серия плей-офф | Серия плей-офф | Серия плей-офф | Серия плей-офф |
| Сезон                                                                                    | Команда             | GP               | GS               | MPG              | FG%              | 3P%              | FT%              | RPG              | APG              | SPG              | BPG              | PPG              | GP             | GS             | MPG            | FG%            | 3P%            | FT%            | RPG            | APG            | SPG            | BPG            | PPG            |
| ---------------------------------------------------------------------------------------- | ------------------- | ---------------- | ---------------- | ---------------- | ---------------- | ---------------- | ---------------- | ---------------- | ---------------- | ---------------- | ---------------- | ---------------- | -------------- | -------------- | -------------- | -------------- | -------------- | -------------- | -------------- | -------------- | -------------- | -------------- | -------------- |
| 2022/23                                                                                  | Санта-Круз Уорриорз | 49               | 42               | 31,0             | 46,5             | 37,6             | 76,7             | 6,2              | 3,9              | 1,0              | 0,3              | 20,2             | Не участвовал  | Не участвовал  | Не участвовал  | Не участвовал  | Не участвовал  | Не участвовал  | Не участвовал  | Не участвовал  | Не участвовал  | Не участвовал  | Не участвовал  |
| 2023/24                                                                                  | Санта-Круз Уорриорз | 16               | 16               | 31,4             | 41,0             | 33,1             | 78,3             | 5,9              | 3,6              | 1,1              | 0,4              | 23,5             | Не участвовал  | Не участвовал  | Не участвовал  | Не участвовал  | Не участвовал  | Не участвовал  | Не участвовал  | Не участвовал  | Не участвовал  | Не участвовал  | Не участвовал  |
| 2024/25                                                                                  | Делавэр Блю Коатс   | 5                | 5                | 31,7             | 43,2             | 41,5             | 85,7             | 3,8              | 3,6              | 0,6              | 0,6              | 22,2             | Не участвовал  | Не участвовал  | Не участвовал  | Не участвовал  | Не участвовал  | Не участвовал  | Не участвовал  | Не участвовал  | Не участвовал  | Не участвовал  | Не участвовал  |
| 2024/25                                                                                  | Бирмингем Сквадрон  | 36               | 36               | 36,5             | 43,5             | 32,2             | 68,9             | 7,4              | 4,8              | 1,5              | 0,2              | 21,5             | Не участвовал  | Не участвовал  | Не участвовал  | Не участвовал  | Не участвовал  | Не участвовал  | Не участвовал  | Не участвовал  | Не участвовал  | Не участвовал  | Не участвовал  |
|                                                                                          | Всего               | 106              | 99               | 33,0             | 44,3             | 35,2             | 74,9             | 6,4              | 4,2              | 1,2              | 0,3              | 21,2             | Не участвовал  | Не участвовал  | Не участвовал  | Не участвовал  | Не участвовал  | Не участвовал  | Не участвовал  | Не участвовал  | Не участвовал  | Не участвовал  | Не участвовал  |
| Наведите курсор мыши на аббревиатуры в заголовке таблицы, чтобы прочесть их расшифровку. |                     |                  |                  |                  |                  |                  |                  |                  |                  |                  |                  |                  |                |                |                |                |                |                |                |                |                |                |                |

### Статистика в NCAA
| Сезон | Команда | Conf  | Class | GP | GS | MPG  | FG%  | 3P%  | FT%  | RPG | APG | SPG | BPG | PPG  |
| --- | ------- | ----- | ----- | -- | -- | ---- | ---- | ---- | ---- | --- | --- | --- | --- | ---- |
| 2019/20 | Мемфис  | AAC   | FR    | 26 | 23 | 29,5 | 40,2 | 31,3 | 80,4 | 3,8 | 2,2 | 0,8 | 0,1 | 10,7 |
| 2020/21 | Мемфис  | AAC   | SO    | 28 | 28 | 26,3 | 43,2 | 40,0 | 67,2 | 5,8 | 1,9 | 0,9 | 0,2 | 9,5  |
| 2021/22 | Мемфис  | AAC   | JR    | 33 | 30 | 27,2 | 44,9 | 39,0 | 75,0 | 3,5 | 1,3 | 1,2 | 0,1 | 10,0 |
| Всего | Всего   | Всего | Всего | 87 | 81 | 27,6 | 42,9 | 36,9 | 75,2 | 4,3 | 1,8 | 0,9 | 0,1 | 10,1 |
| Наведите курсор мыши на аббревиатуры в заголовке таблицы, чтобы прочесть их расшифровку Статистика приведена с сайта sports-reference.com |         |       |       |    |    |      |      |      |      |     |     |     |     |      |